# Cosmopterix coryphaea
Cosmopterix coryphaea là một loài bướm đêm thuộc họ Cosmopterigidae. Nó được biết đến ở quần đảo Canaria và the lưu vực Địa Trung Hải from Tây Ban Nha tới Cộng hòa Síp.
Sải cánh dài 9–10 mm.
Ấu trùng ăn Phragmites australis. Chúng ăn lá cây của cây chủ|Chúng ăn lá cây của cây chủ.

## Hình ảnh

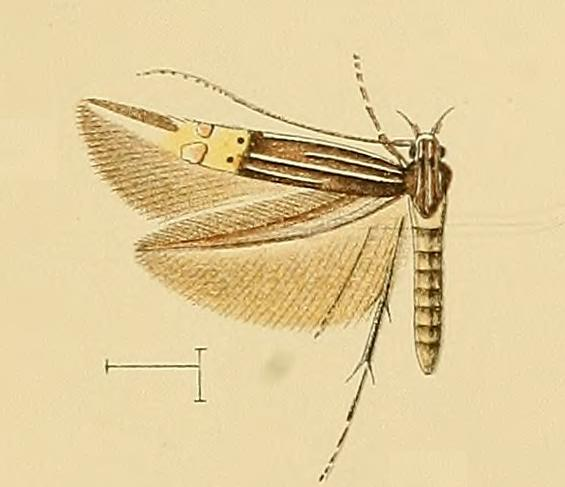